# Trypocopris zaitzevi
Trypocopris zaitzevi es una especie de coleóptero de la familia Geotrupidae.

## Distribución geográfica
Habita en Azerbaiyán y Turquía.